# Roodrughoningvogel
De roodrughoningvogel (Dicaeum cruentatum) is een zangvogel uit de familie van de bastaardhoningvogels (Dicaeidae). De wetenschappelijke naam van de soort werd in 1758 als Certhia cruentata gepubliceerd door Carl Linnaeus. Hij baseerde de naam op een afbeelding en beschrijving van de soort door George Edwards. Het latijnse 'cruentus' of 'cruentatus' betekent 'met bloed bespat' of 'overgoten'.

## Ondersoorten met hun verspreiding
Er worden 6 ondersoorten onderscheiden:
- Dicaeum cruentatum cruentatum: van de oostelijke Himalaya en Bangladesh tot zuidelijk China, Indochina, Maleisië en Myanmar.
- Dicaeum cruentatum sumatranum: Sumatra.
- Dicaeum cruentatum niasense: Nias (nabij westelijk Sumatra).
- Dicaeum cruentatum batuense: Batu en de Mentawai-eilanden (nabij zuidwestelijk Sumatra).
- Dicaeum cruentatum simalurense: Simeulue (nabij noordwestelijk Sumatra).
- Dicaeum cruentatum nigrimentum: Borneo.

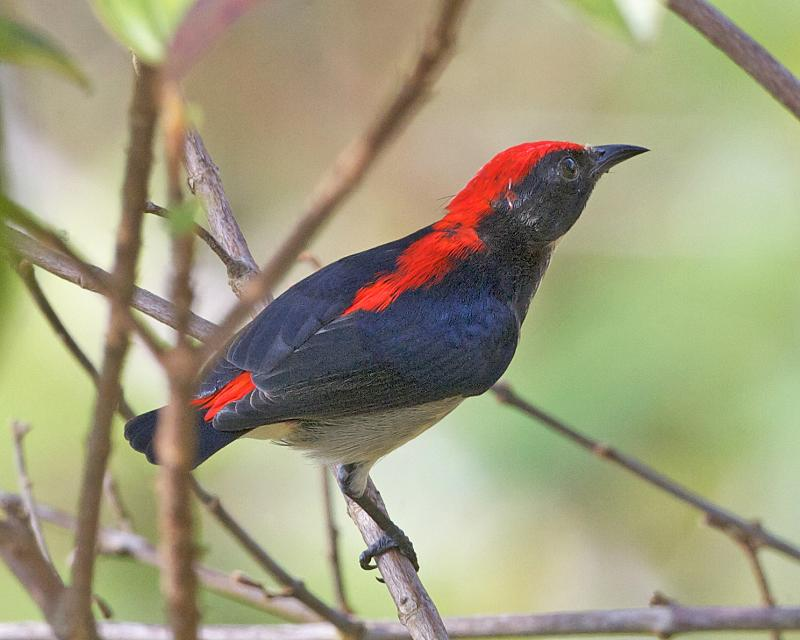
mannetje
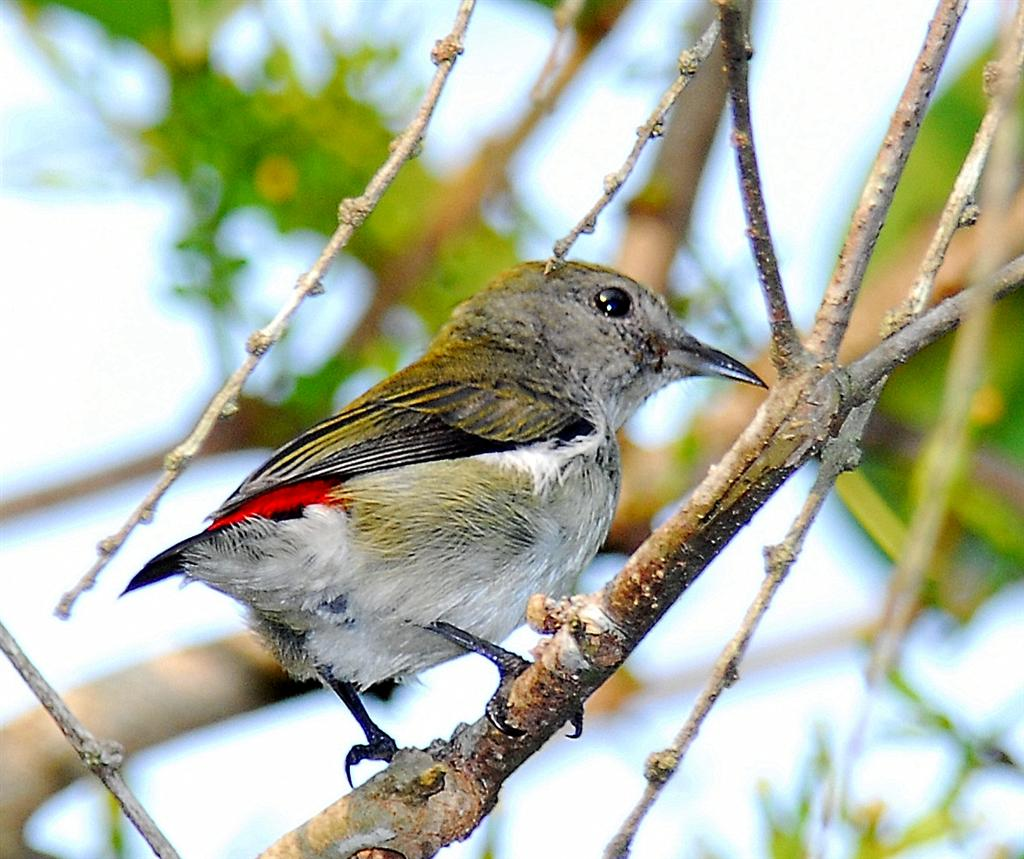
vrouwtje